# بیل آلمون
بیل آلمون (انگلیسی: Bill Almon؛ زادهٔ ۲۱ نوامبر ۱۹۵۲) بازیکن بیس‌بال اهل ایالات متحده آمریکا است.